# Sahu
El sahu és una de les llengües papús, concretament del grup de les llengües halmahera. El seu ús és ben viu, tot i que el 1987 només tenia uns 7.500 parlants. Té tres dialectes: ibu, pa’disua (o palisua) i tala’i.